# Баранов, Леонид Михайлович
Леонид Михайлович Баранов (30 декабря 1943, Москва — 7 июля 2022, там же) — российский и советский скульптор, мастер монументальной скульптуры, работавший в жанре исторического портрета, автор станковых композиций и портретов; исследователь новой выразительности, строящейся на пересечении элитарных и популярных программ восприятия. Член Союза художников СССР (1969), член-корреспондент (2007) и действительный член Российской академии художеств (2012). Заслуженный художник Российской Федерации (2014).

## Биография

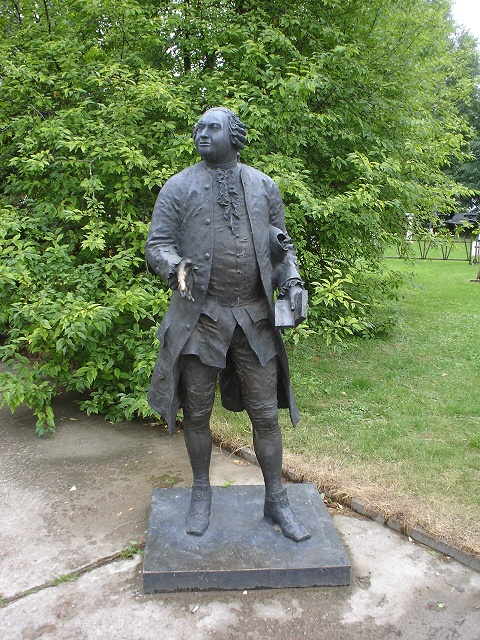
Михаил Ломоносов. Скульптор Леонид Баранов. 1980

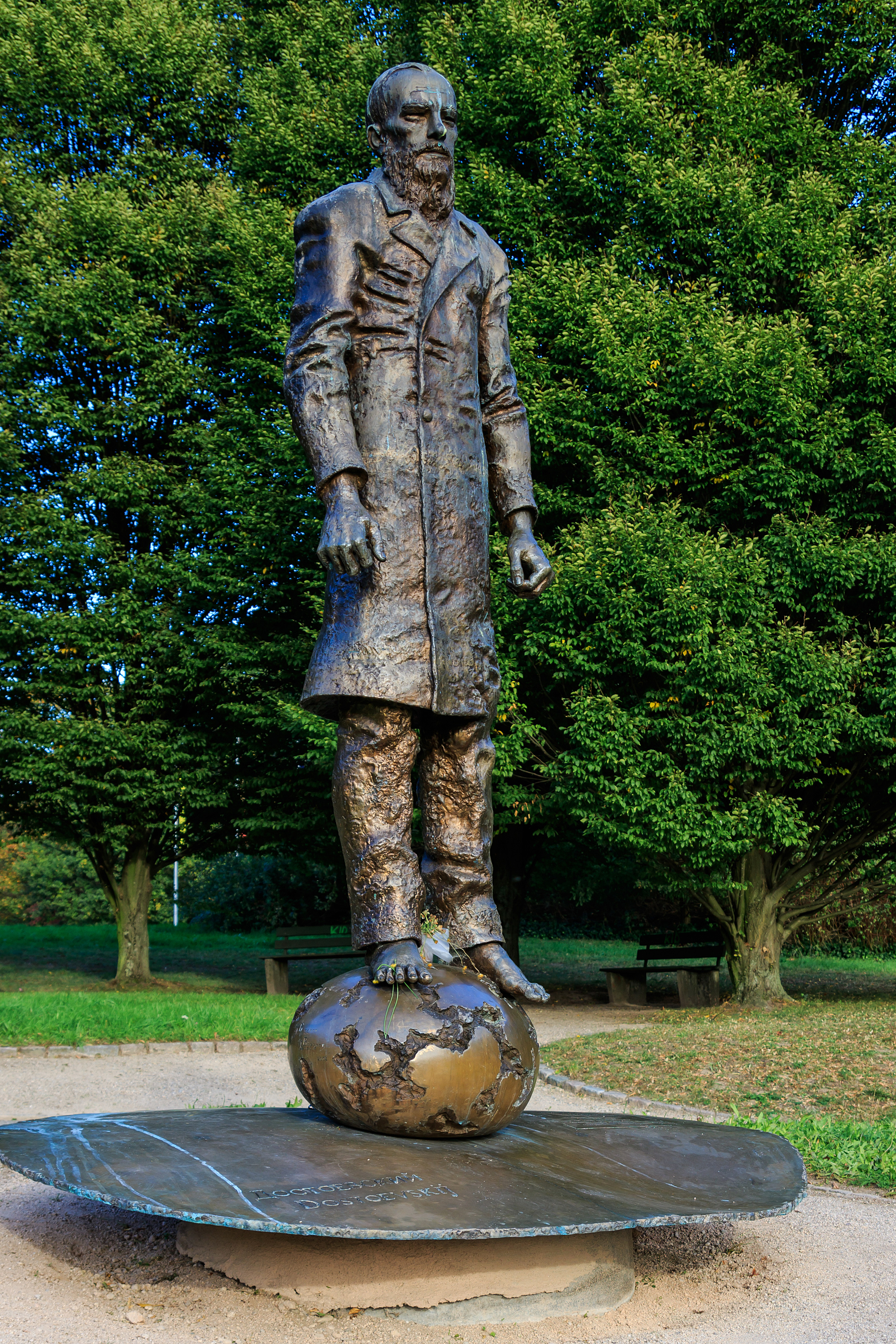
Памятник Достоевскому в Баден-Бадене. 2004

1962—1968 — учился в Московском государственном художественном институте им. В. И. Сурикова (мастерская Н. В. Томского, руководители М. Ф. Бабурин и Д. Д. Жилинский). С 1969 — член Союза художников СССР.
1980 — статуя М. В. Ломоносова (бронза, высота 2 м) работы Баранова была установлена в Архангельском драматическом театре им. М. В. Ломоносова, второй отлив этого произведения был установлен в 1991 году в парке скульптур «Музеон» в Москве.
1982 — скульптура Баранова «Полет» (в соавторстве с И. Савранской) побывала в космосе на борту космического корабля по инициативе ЮНЕСКО (передана Министерством Иностранных Дел в дар ЮНЕСКО).
1986 — создал памятник действительному члену Академии наук СССР физику Н. Г. Басову в городе Усмань Липецкой области.
1997 — в Роттердаме установлен памятник Петру I (бронза, высота 2,7 м), созданный Барановым и переданный в дар от России Нидерландам в честь 300-летия Великого Посольства (проект осуществлен при спонсорской поддержке СБС АГРО).
2001 — по заказу Министерства культуры РФ создал абстрактную скульптурную композицию в качестве памятного знака на доме художника В. В. Кандинского на Зубовской площади в Москве (установлена в 2004).
2004 — в Баден-Бадене установлен памятник Ф. М. Достоевскому работы Баранова, подаренный городу московским банком «Зенит».
2004 — в ФИАН в Москве установлен бюст академика Н. Г. Басова.
2007 — избран членом-корреспондентом Российской Академии художеств.
2007 — создал памятник московским архитекторам XVIII века Василию Баженову и Матвею Казакову для музея-заповедника «Царицыно».
2008 — создал бюст русского полководца А. В. Суворова для Екатерининского парка в Москве, за который был награждён золотой медалью Российской Академии художеств.
2008 — создал для Главного военного клинического госпиталя им. Н. Н. Бурденко скульптурную группу «Пётр I и доктор Николай Бидлоо» в честь основания первого госпиталя в Москве. Памятник выполнен благодаря спонсорской поддержке московского банка «Зенит».
В 2003 году награждён Благодарностью Министра культуры Российской Федерации за многолетний плодотворный труд, за большой вклад в развитие отечественной культуры и в связи с 60-летием со дня рождения.
Скончался 7 июля 2022 года. Похоронен в Москве на Ваганьковском кладбище.

## Выставки
Персональные:
- Москва, 1988.
- Москва, 1989.
- Москва. 1996.
- Москва, 1999.
- Старая Русса, 2007.
- Вологда, 2008.
- Москва, 2009.
- Новгород Великий, 2011.
- Петушки Владимирской области, 2011.
- Владимир, 2012.

Групповые:
- Всесоюзная выставка «Скульптура и цветы». 1976.
- Групповая выставка московских художников. 1976.
- Выставка произведений московских художников. Москва, 1981.
- Анистратов и другие. Москва, 1976.
- Баранов и другие. Троицк, Дубна, 1980.
- Баранов и другие. Любляна, 1990.
- Групповые выставки: в Венгрии (1987), США (1990, 1994) и Италии (1991).

## О нём
Скульптура в высоком, если хотите, матвеевском смысле — здесь не главная цель. Баранов лепит не ради красоты пластического мотива как такового и не для того, чтобы «запечатлеть»... С помощью скульптуры он хочет сказать нечто иное. Мир его портретов и статуй рождает особое, гуманитарное пространство.Стелла Базазьянц

## Семья
Жена — Светлана Джафарова (род. 1955), советский и российский искусствовед, историк искусства. Дети — Пётр, Наталья.